# التحكم غير الجراحي في الخصوبة للكلاب والقطط
التحكم في الخصوبة غير الجراحي هو منع الإنجاب دون الحاجة إلى الجراحة. أكثر أشكال التعقيم شيوعًا في الكلاب والقطط هي الجراحة والتعقيم عند الإناث والإخصاء عند الذكور. يمكن أن يؤدي التحكم في الخصوبة غير الجراحي إلى العقم أو منع الحمل المؤقت ويمكن أن يوفر طريقة أرخص للحفاظ على مجموعات الكلاب والقطط البرية تحت السيطرة. اعتبارًا من عام 2019، تتوفر وسائل منع الحمل تجاريًا فقط. البحث مستمر في الأساليب التي يمكن أن تؤدي إلى منع دائم للخصوبة.

## خلفية
اعتبارًا من عام 2013، كان ما يقدر بنحو 75 ٪ من 700 مليون كلب في جميع أنحاء العالم أحرارًا في التجوال والتكاثر، مما أدى إلى زيادة أعدادها وارتفاع معدلات الوفيات وسوء الصحة. نهج الإدارة الرئيسي لهذه المشكلة هو التعقيم الجراحي، أي إزالة الخصيتين أو المبايض، وغالبًا ما يتم إجراؤه من خلال استراتيجيات الإمساك-التعقيم-الإطلاق. لكن هذا النهج يتطلب موارد كبيرة، بما في ذلك المرافق المناسبة. إذا نجحت، قد تكون الأساليب غير الجراحية خيارًا أكثر إنسانية واقتصادية وفعالية من حيث الوقت، على الرغم من عدم توفر علاج دائم فعال حتى الآن.
أصبحت وسائل منع الحمل عن طريق الفم للكلاب والقطط متاحة في أوروبا في عام 1963، تليها الولايات المتحدة في السبعينيات. كانت المنتجات الأولية في الغالب علاجات تعتمد على البروجستين المؤدية للعقم. كان من أوائل الأدوية التي تم بيعها ميدروكسي بروجستيرون أسيتات (MPA). كانت MPA فعالة في تقليل إنتاج الشبق في إناث الكلاب وكذلك تقليل مستويات هرمون التستوستيرون لدى الذكور تمت إزالته لاحقًا من السوق بسبب ارتفاع مخاطر الإصابة بتضخم بطانة الرحم الكيسي والتهاب الرحم. تم العثور على عقار آخر يحتوي على البروجستين، أسيتات الميسترول، ليكون فعالًا أيضًا في الوقاية من الشبق في إناث الكلاب، ولكنه مطلوب في فترات زمنية محددة، مما يجعله غير مناسب للحيوانات البرية.
أدى البحث في هرمون إفراز الغدد التناسلية (GnRH) كعلاج للرجال المصابين بسرطان البروستاتا لاحقًا إلى اعتباره مثبطًا للخصوبة للكلاب. GnRH يثبط الهرمونات الجنسية مثل هرمون الاستروجين والتستوستيرون، مما يثبط التبويض وإنتاج الحيوانات المنوية.

## المنتجات المتاحة
يوجد عدد محدود من خيارات التحكم في الخصوبة غير الجراحية المتاحة للقطط والكلاب، والتي تختلف في الفعالية ومدة العمل والسلامة.
- تمت الموافقة على موانع الحمل من البروجستين لمنع الحمل في الكلاب والقطط من الذكور والإناث في العديد من البلدان. عادة ما تكون الموافقة للاستخدام لبضعة أشهر.[8]

- حصل Zeuterin ™ ، المعروف سابقًا باسم EsterilSol ™ و Neutersol ™ ، على موافقة إدارة الغذاء والدواء الأمريكية (FDA) في عام 2014 للتعقيم الدائم للكلاب الذكور. تمت الموافقة عليه أيضًا للاستخدام في المكسيك وكولومبيا وبوليفيا وبنما وتركيا.[9] تم إعطاؤه كحقنة كجرعة وحيدة في كل خصية. انها ليست متاحة تجاريا حاليا.[10]

- تمت الموافقة على غرسة GnRH التناظرية (deslorelin) التي يتم تسويقها تحت اسم Suprelorin® في الاتحاد الأوروبي وأستراليا ونيوزيلندا لقمع الخصوبة في ذكور الكلاب.[11][12] يتم إعطاؤه كغرسة صغيرة تحت الجلد توفر جرعة منخفضة مستمرة من الديسلوريلين لمدة 6 إلى 12 شهرًا.[13]

## البحث عن التعقيم غير الجراحي / منع الحمل
جائزة ميتشيلسون والمنح في علم الأحياء الإنجابية، وهي برنامج تابع لمؤسسة Found Animals،  هو أكبر مصدر منفرد لتمويل الأبحاث لتعزيز التحكم غير الجراحي في الخصوبة للقطط والكلاب. التزمت المؤسسة بتقديم منح تصل إلى 50 مليون دولار للبحث في طرق التعقيم غير الجراحية. تم تقديم جائزة ميكلسون بقيمة 25 مليون دولار لأول كيان يقوم بتطوير جرعة واحدة ودائمة وغير جراحية لعامل تعقيم آمن وفعال في القطط والكلاب من الذكور والإناث.

### المركبات غير العضوية
تتم دراسة التركيبات التي تعتمد على كلوريد الكالسيوم والتي تُعطى كحقن فردية واحدة كطريقة لتعقيم ذكور الحيوانات، ولكن لم تتم الموافقة عليها من قبل إدارة الأغذية والعقاقير أو أي وكالة تنظيمية دولية أخرى العديد من المنظمات، بما في ذلك مؤسسة Parsemus ،  SpayFIRST !،  وخصاء كلوريد الكالسيوم  تدعو لاستخدام هذه التركيبات. يعتبر التحالف من أجل منع الحمل في القطط والكلاب (ACC & D) استخدام كلوريد الكالسيوم الداخلي تجريبيًا وينصح بتوخي الحذر.

### المناهج المناعية
يمكن أن تحفز اللقاحات جهاز المناعة في الجسم لإنتاج أجسام مضادة للبروتينات الرئيسية المشاركة في التكاثر، مما يثبط وظائف هذه البروتينات.
تُعرف اللقاحات ضد الهرمون المطلق لموجهة الغدد التناسلية (GnRH) ومنطقة الخنازير الشفافة (PZP) باسم GonaCon ™ و ZonaStat-H / ZonaStat-D ، على التوالي. تمت الموافقة على كلاهما من قبل وكالة حماية البيئة الأمريكية لمنع الحمل في إناث الخيول البرية، والدبابات البرية، والغزلان ذات الذيل الأبيض، ويوفران تثبيطا للخصوبة لمدة عام أو أكثر، مع التعزيزات اللازمة لتثبيط طويل الأمد. تمت دراسة GonaCon في الكلاب والقطط من الذكور والإناث ولكنها لا توفر تثبيطا طويل المدى للخصوبة في هذه الأنواع. في الكلاب على وجه الخصوص، تمنع تفاعلات موقع الحقن استخدام الصيغة المعتمدة من وكالة حماية البيئة. لقاحات Zona pellucida تستهدف الإناث ولا تثبط الخصوبة في الكلاب أو القطط.

### منبهات ومناهضات الهرمونات
طُورت العديد من ناهضات GnRH المشابهة لـ Suprelorin® للاستخدام البشري. عندما تُعطى كغرسات طويلة المفعول، فإنها تسبب «الإخصاء الطبي»، أي التثبيط الكامل للنشاط الإنجابي وقمع المنشطات الجنسية. لقد ثبت أنها فعالة في الكلاب والقطط.
يمكن أن تسبب المركبات التي تربط مستقبل GnRH وتحجبه أيضًا تثبيط الخصوبة والمنشطات الجنسية. وقد ثبت أن مركبات مثل cetrorelix و ganorelix تسبب تثبيط الخصوبة على المدى القصير في الكلاب. ومع ذلك، لم يتم تطوير أي من هذه المركبات لهذا الاستخدام، ويرجع ذلك على الأرجح إلى ارتفاع تكلفة التصنيع.
يمكن أن يتسبب العلاج بهرمون مولر المثبط (MIH) في تراجع البصيلات الجنسية ويؤدي إلى تثبيط الخصوبة في إناث الحيوانات.

### الإيصال المستهدف للسموم الخلوية
يجب أن يؤدي قتل خلايا معينة في الدماغ (الخلايا العصبية GnRH) أو الغدة النخامية (gonadotrophs) الضرورية للتكاثر إلى عقم دائم. ومع ذلك، فإن هذه الأساليب لم تظهر بعد فعاليتها في الكلاب والقطط. المفهوم هو إرفاق سم خلوي قوي، مثل سابورين، بجزيء مستهدف. عندئذٍ يقوم جزيء استهداف السموم الهجين بربط الخلايا المستهدفة فقط، وتوصيل السم، مما يؤدي إلى قتلهم. في إحدى الدراسات، تم ربط سم (بروتين مضاد للفيروسات pokeweed) مع GnRH لاستهداف مستقبلات GnRH على الغدد التناسلية النخامية. أظهر علاج الكلاب انخفاضًا في هرمون التستوستيرون، والذي لم يكن دائمًا. جُربت عدة أساليب من هذا النوع مع عدم وجود دليل على الفعالية في أي منها.

### الإيصال الجيني
يمكن توصيل الحمض النووي إلى الخلايا، عادةً باستخدام ناقل فيروسي، لتغيير تشكيل البروتين. يمكن استخدام هذا النهج لتشكيل البروتينات التي تمنع التكاثر من خلال مجموعة متنوعة من الطرق. وقد لوحظت نتائج واعدة باستخدام ناقلات فيروسية لتسبب تشكيل ال MIH في إناث الفئران  وفي إناث القطط. وبالمثل، كان تكوين أجسام مضادة ضد GnRH فعالًا في الفئران،  ولكن المستويات التي تحققت في القطط لم تكن كافية لتكون فعالة. قد تكون الاستجابات المناعية للبروتينات المكونة عنها قد حدت من مدة تأثير موانع الحمل. كانت مناهج توصيل الجينات فعالة في مجالات أخرى، مما أدى إلى التفاؤل بأن هذا النهج قد ينجح في النهاية.

## موافقة الجهات الرقابية
في الولايات المتحدة، ينظم مركز إدارة الغذاء والدواء للطب البيطري أو مركز وزارة الزراعة للأدوية البيطرية أو وكالة حماية البيئة الأدوية البيطرية، اعتمادًا على المنتج. في الاتحاد الأوروبي، تنظم لجنة المنتجات الطبية للاستخدام البيطري التابعة لوكالة الأدوية الأوروبية اللقاحات والمستحضرات الصيدلانية.
تتطلب عملية الحصول على الموافقة التنظيمية لدواء بيطري أو لقاح استثمارًا كبيرًا في الوقت والمال. لتحقيق الموافقة التنظيمية، يجب على الشركة المصنعة إثبات السلامة والفعالية في المجموعة المستهدفة، ويجب أن يفي المنتج بمتطلبات التصنيع الصارمة لضمان النقاء والنشاط.

## أسباب تعقيم الكلاب والقطط
1- الحفاظ على صحة الحيوان:
- قد يضطر بعض المربيين لعمل عملية التعقيم للحيوانات الكبيرة في السن وذلك لتجنب الإصابة بسرطان الغدد الثديية والرحم كما يحدث في إناث القطط أو تقيح الرحم كما يحدث في اناث الكلاب وكذلك لتجنب الإصابة بسرطان البروستاتا والخصية في ذكور القطط والكلاب.
- عند حدوث ولادة متعثرة وحدوث نزف أو تهتك شديد في الرحم قد يلجأ الطبيب البيطري لإزالة الرحم والمبيضين حفاظا على روح الحيوان.
2- تجنب سلوكيات التزاوج:
أثناء موسم التزاوج تظهر بعض السلوكيات المختلفة على الحيوانات والتى قد تكون في بعض الأحيان مزعجة لمربي الحيوانات الأليفة، ولتجنب تلك السلوكيات قد يلجأ المربي لإختيار قرار التعقيم، ومن أمثلة هذه السلوكيات المزعجة:
- تقوم ذكور القطط برش البول في ارجاء المنزل حيث يحتوي هذا البول العديد من الفورمونات التي تحمل الرائحة لجذب الأناث وكذلك لتحديد مناطق النفوذ الخاصة بها.
- محاولة الهروب المستمرة للحيوانات من المنزل بحثا عن شريك التزاوج.
- المواء للقطط أو النباح للكلاب المستمر في محاولة لطلب شريك التزاوج والذي قد يكون مزعج لكثير من المربين.
- السلوك العدواني لبعض الحيوانات خلال تلك الفترة.
3- تقليل أعداد الحيوانات الضالة:
تعقيم الحيوانات هي وسيلة فعالة لتقليل اعداد الحيوانات الضالة في الشوارع والمتنزهات وهو خيار أفضل كثيرا من محاولة التخلص من هذه الحيوانات عن طريق القتل أو وضع السموم لها فتلك الطرق هي طرق غير أدامية ولا يقبلها الدين وكذلك جمعيات حقوق الحيوان.